# نشامة (مناخة)

تعديل مصدري - تعديل

نشامة هي إحدى قرى عزلة لهاب بمديرية مناخة التابعة لمحافظة صنعاء، بلغ تعداد سكانها 610 نسمة حسب تعداد اليمن لعام 2004.